# Longicoelotes kulianganus
Longicoelotes kulianganus är en spindelart som först beskrevs av Chamberlin 1924.  Longicoelotes kulianganus ingår i släktet Longicoelotes och familjen mörkerspindlar. Inga underarter finns listade i Catalogue of Life.